# Niels Lan Doky

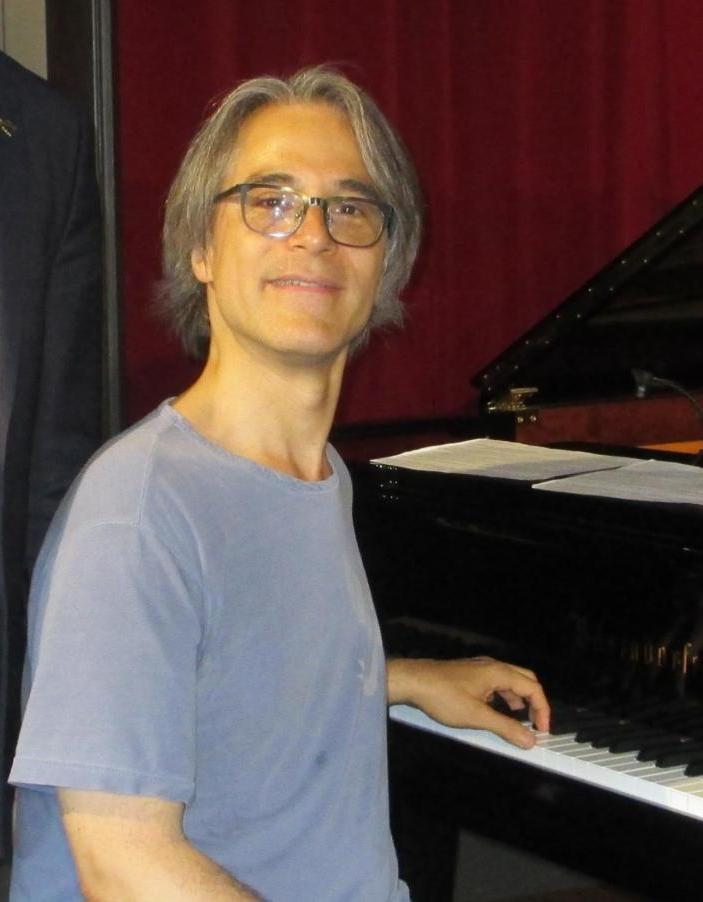
Niels Lan Doky 2015

Niels Lan Doky (* 3. Oktober 1963 in Kopenhagen) ist ein dänischer Jazzmusiker (Piano, Komposition).

## Leben und Wirken
Doky, der Sohn eines vietnamesischen Gitarristen und einer dänischen Sängerin, wurde im Alter von fünfzehn Jahren von Ernie Wilkins und Thad Jones, dem Leiter der Big Band des Dänischen Radios, gefördert. Dieser ermutigte ihn, in die Vereinigten Staaten zu gehen, wo er von 1981 bis 1984 das Berklee College of Music in Boston besuchte. Anschließend übersiedelte er nach New York City, wo er schnell Mitglied der Jazz-Szene wurde und mit Musikern wie Joe Henderson, Clark Terry, Charlie Haden, Ray Brown, David Sanborn, Woody Shaw, Jack DeJohnette, Al Jarreau, John Scofield, Michael und Randy Brecker und Toots Thielemans arbeitete.
1986 entstand mit Here and There sein erstes eigenes Album als Bandleader, dem mehr als zwanzig weitere folgten. Daneben brachte er zahlreiche Alben als Produzent heraus. Seit 1989 lebte Doky in Paris. 1994 komponierte er die Filmmusik für eine Dokumentation über die dänische Königin Margrethe II. 1995 nahm er mit seinem Bruder Chris Minh Doky als Doky Brothers zwei Alben für das Label Blue Note auf.

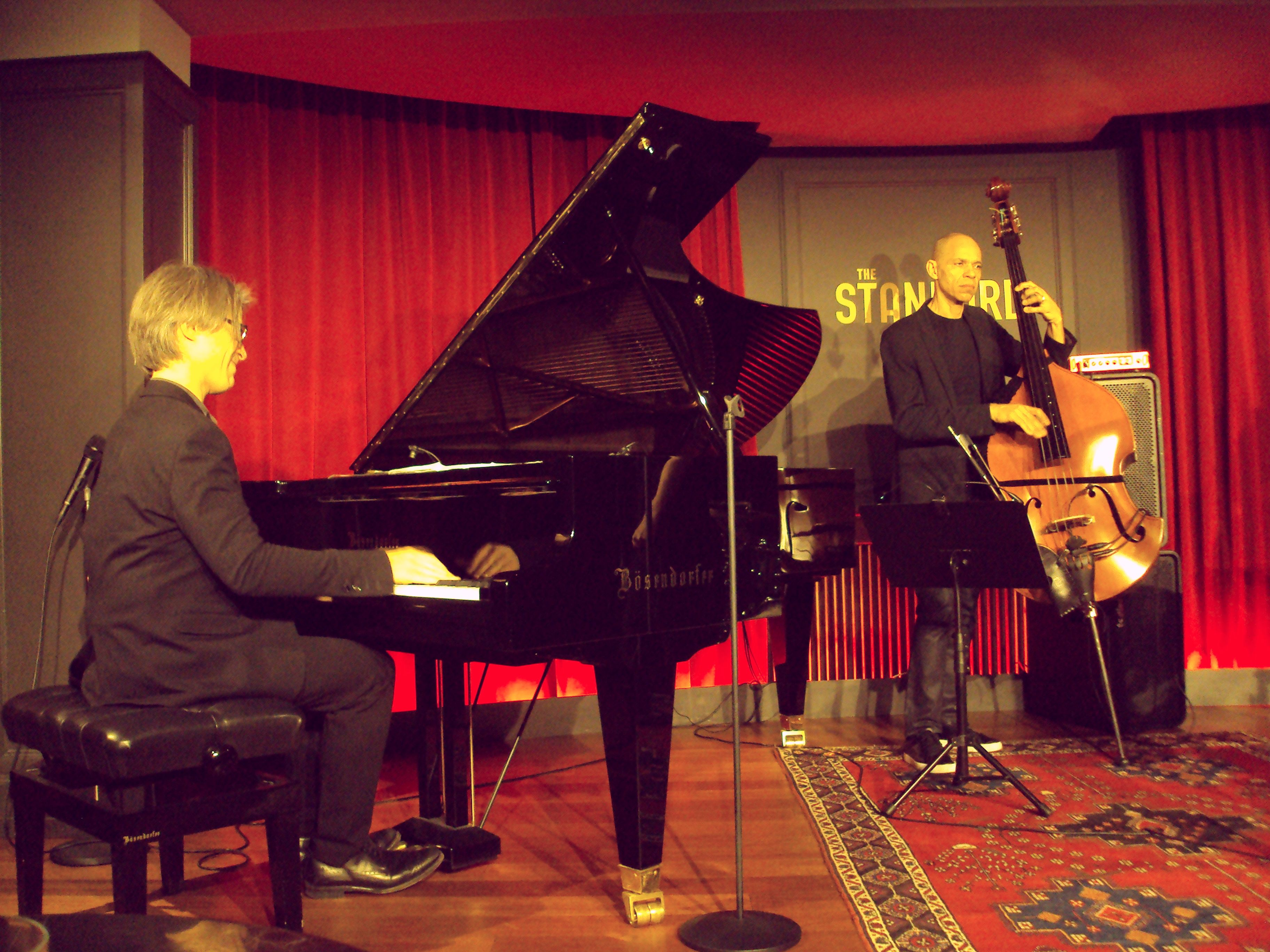
Niels Lan Doky (Piano) und Ira Coleman (Bass)

Eine Reise nach China und Vietnam bewirkte eine Rückbesinnung auf seine asiatischen Wurzeln; in Hanoi, Peking, Paris, Kopenhagen und Göteborg wurde sein Album Asian Sessions mit der Sängerin Thanh Lam aufgenommen. Im Dezember 2000 trat er mit Gino Vannelli vor Papst Johannes Paul II. in einer Audienz auf, die weltweit im Fernsehen übertragen wurde. 2002 entstand in Dänemark unter der Choreographin Birgitte Bauer-Nilsen die Tanzperformance Der Schmetterling.
2005 debütierte er als Filmemacher mit Between a Smile and a Tear, einem Dokumentarfilm über Kopenhagens legendären Jazzclub Jazzhus Montmartre, den er selbst 2010 wiedereröffnete. 2013 eröffnete er zusammen mit Claus Meyer mit The Standard einen zweiten Jazz-Club in Kopenhagen. Tom Lord zufolge war er zwischen 1984 und 2011 an 82 Aufnahmesitzungen für Tonträger beteiligt.
Im Jahr 2022 lernte Doky die Schauspielerin und Tänzerin Mayte Garcia kennen, mit der er seit 2024 verlobt ist.

## Preise und Auszeichnungen
Doky wurde durch das dänische Königshaus ausgezeichnet und gewann 2002 für das Album Casa Dolce Casa und 2003 für das Album Spain den Golden Disc – Seal of Approval Award. 2008 erhielt er mit seinem Bruder Chris den Ben Webster Prize.

## Diskografische Hinweise
- Manhattan Portrait  (1993)
- Doky Brothers (1996)
- Asian Session (1999)
- Haitek Haiku (2001)
- Spain (2002)
- Return to Denmark (2010)[3]
- Scandinavian Standards (2013, mit Jonathan Bremer, Niclas Bardeleben sowie Hans Nielsen)
- River of Time (2020)